# Tasnim News Agency
Tasnim News Agency és una agència de notícies governamental iranià, creada el 2012. El seu objectiu és donar cobertura als temes polítics, socials, econòmicls i internacionals, així com d'altres temàtiques que puguin ser d'interès general. El 2014 tenia les seves oficines centrals a Teheran, amb reporters repartits per tot el territori iranià.
La Tasmin News Agency defensa la República Islàmica en contra de la campanya mediàtica negatica, intentant donar un contrapunt informatiu sobre la realitat de l'Iran i de l'islam. Va cobrir la Primavera Àrab. També vol promoure els principis de l'Islam arreu del món.
As of 2014, Tasnim's main headquarters for news is based in Iran's capital Teheran, with reporters across the country and region sending in reports. Disposa d'un departament que emet notícies en anglès.
Dos dels seus redactors anaven en el Vol 9525 de Germanwings que es va estavellar als Alps francesos el març de 2015.